# Adam Phillips
Adam Lee Phillips (Garstang, 15 januari 1998) is een Engels voetballer die doorgaans als middenvelder speelt.

## Carrière
Adam Phillips speelde in de jeugd van Blackburn Rovers FC en Liverpool FC. In 2017 tekende hij tot medio 2019 bij Norwich City FC, waar hij in het seizoen 2017/18 één wedstrijd op de bank zat in de Championship. De tweede helft van het seizoen werd hij verhuurd aan Cambridge United FC, waarmee hij vier wedstrijden in de League Two speelde. In het seizoen 2018/19 werd hij aan het Schotse Hamilton Academical FC verhuurd. Hier speelde hij slechts twee wedstrijden in de Scottish League Cup, en een wedstrijd voor het reserve-elftal in de Challenge Cup. Na een maand keerde hij weer terug bij Norwich, wat hem de tweede helft van het seizoen zou verhuren aan FC Dordrecht. Door familieomstandigheden sloot Phillips echter nooit aan bij de Schapenkoppen. In februari 2019 werd zijn contract bij Norwich City ontbonden. Aan het begin van het seizoen 2019/20 sloot hij bij Burnley FC aan.

### Statistieken
| Seizoen                       | Club                      | Land           | Competitie     | Competitie | Competitie | Beker | Beker | Overig | Overig | Totaal | Totaal |
| Seizoen                       | Club                      | Land           | Competitie     | Wed.       | Dlp.       | Wed.  | Dlp.  | Wed.   | Dlp.   | Wed.   | Dlp.   |
| ----------------------------- | ------------------------- | -------------- | -------------- | ---------- | ---------- | ----- | ----- | ------ | ------ | ------ | ------ |
| 2017/18                       | Norwich City FC           | Engeland       | Championship   | 0          | 0          | 0     | 0     | 0      | 0      | 0      | 0      |
| 2017/18                       | → Cambridge United FC     | Engeland       | League Two     | 4          | 0          | 0     | 0     | 0      | 0      | 4      | 0      |
| 2018/19                       | → Hamilton Academical FC  | Schotland      | Premiership    | 0          | 0          | 0     | 0     | 2      | 0      | 2      | 0      |
| 2018/19                       | → Hamilton A. FC Reserves | Schotland      | –              | –          | –          | –     | –     | 1      | 0      | 1      | 0      |
| 2019/20                       | Burnley FC                | Engeland       | Premier League | 0          | 0          | 0     | 0     | 0      | 0      | 0      | 0      |
| Carrièretotaal                | Carrièretotaal            | Carrièretotaal | Carrièretotaal | 4          | 0          | 0     | 0     | 3      | 0      | 7      | 0      |
| Bijgewerkt op 18 oktober 2019 |                           |                |                |            |            |       |       |        |        |        |        |